# Zach Cregger

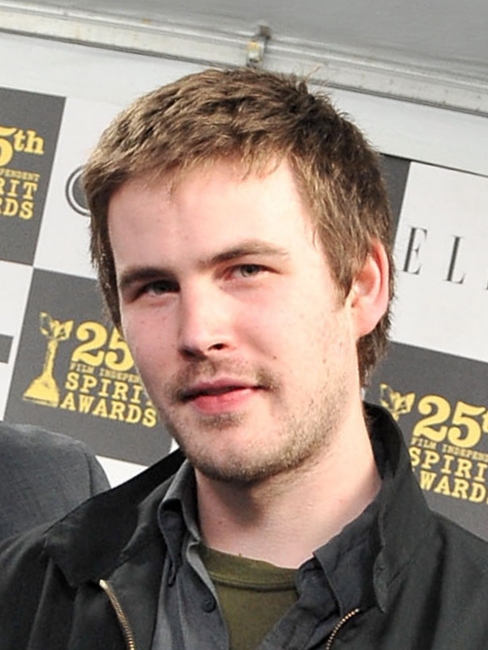
Zach Cregger (2010)

Zachary „Zach“ Michael Cregger (* 1. März 1981 in Arlington, Virginia) ist ein US-amerikanischer Schauspieler, Drehbuchautor und Regisseur.

## Leben und Karriere
Zach Cregger wuchs mit seinen drei Brüdern in Arlington auf. Er studierte an der School of Visual Arts und schloss diese mit einem Bachelor ab.
Auf der School of Visual Arts traf Cregger auf Sam Brown und Trevor Moore. Die drei Freunde gründeten 2007 die Comedygruppe The Whitest Kids U’ Know. Diese wird auch im Fernsehen ausgestrahlt und gewann diverse Schauspiel- und Comedypreise.
Obwohl Zach Cregger seinen ersten Fernsehauftritt 1998 in einer Folge von Homicide absolvierte, war er erst neun Jahre später mit der Serie zu The Whitest Kids U’ Know wieder im Fernsehen zu sehen. Ein Jahr später folgte der Film College. Nach dem Film Miss March, zu dem er mit seinem The Whitest Kids U’ Know-Kollegen Trevor Moore das Drehbuch schrieb und drehte, und dem Kurzfilm Heart Break folgte 2011 eine Hauptrolle in der NBC-Serie Friends with Benefits. Nach weiteren Filmen folgte von 2012 bis 2013 eine Hauptrolle in Guys with Kids. Seit 2016 war er in der Serie Wrecked – Voll abgestürzt! zu sehen.
Cregger ist seit 2009 auch als Regisseur und Drehbuchautor für Film und Fernsehen tätig. Sein Debüt war die Komödie Miss March, in dem er auch eine tragende Rolle spielte. 2022 inszenierte er den Horrorfilm Barbarian, der zu einem Überraschungserfolg wurde. Im Sommer 2025 erschien sein Nachfolgewerk Weapons – Die Stunde des Verschwindens.

## Filmografie (Auswahl)
- 1998: Homicide (Homicide: Life on the Street, Fernsehserie, Folge 7x02)
- 2007–2011: The Whitest Kids U’ Know (Fernsehserie, 79 Folgen)
- 2008: College
- 2009: Miss March (auch Regie)
- 2011: Heart Break (Kurzfilm)
- 2011: Friends with Benefits (Fernsehserie, 13 Folgen)
- 2011: The Civil War on Drugs (auch Regie)
- 2012: Gay Dude
- 2012–2013: Guys with Kids (Fernsehserie, 18 Folgen)
- 2014: Reine Männersache (Date and Switch)
- 2013–2014: About a Boy (Fernsehserie, 7 Folgen)
- 2016–2018: Wrecked – Voll abgestürzt! (Fernsehserie)
- 2022: Barbarian (Regie und Drehbuch)
- 2025: Companion – Die perfekte Begleitung (Companion)
- 2025: Weapons – Die Stunde des Verschwindens (Weapons, Regie, Drehbuch, Produktion und Musik)